# Xie av Xia
Xie (泄; Xiè) var en kung under den kinesiska Xiadynastin och regerade från 1693 till 1669 f.Kr.
Xie blev regent i året XinWei (辛未) efter att hans far Mang av Xia avlidit. Efter sin död efterträddes Xie av sin son Bu Jiang.
Mang biografi är beskriven i de historiska krönikorna Shiji och Bambuannalerna.